# Rapisma barnardi
Rapisma barnardi is een insect uit de familie van de Ithonidae, die tot de orde netvleugeligen (Neuroptera) behoort. 
Rapisma barnardi is voor het eerst wetenschappelijk beschreven door New in 1985.